# Francisco Bermúdez de Pedraza

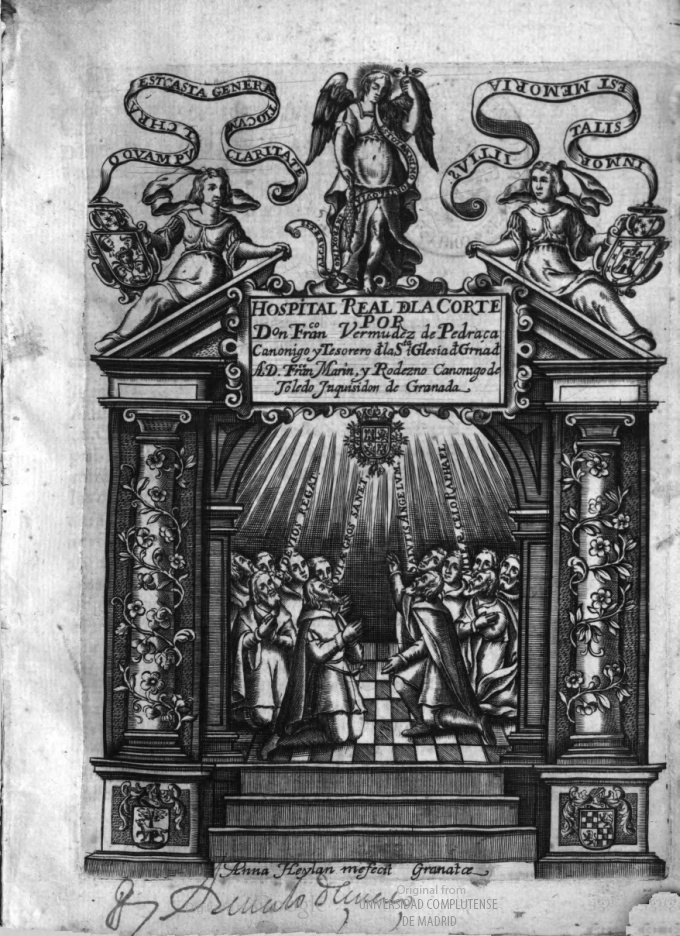
Portada calcográfica grabada por Ana Heylan del Hospital Real de la Corte, en la edición granadina de hacia 1645, Biblioteca de la Universidad Complutense.

Francisco Bermúdez de Pedraza (Granada, 16 de marzo de 1576-Granada, 1655) fue un sacerdote católico, escritor, jurisconsulto e historiador español.

## Biografía
Tras estudiar humanidades y jurisprudencia en las universidades de Granada y de Valladolid, se incorporó como abogado a la Real Chancillería de Granada hacia el año 1608, y tras adquirir prestigio se trasladó a Madrid, donde siguió ejerciendo la abogacía. Fue ordenado sacerdote en 1628 y nombrado canónigo de la catedral de Granada de la que sería tesorero desde 1635 hasta su muerte, acontecida cuando contaba setenta años de edad. También enseñó Derecho en la Universidad.

## Obra
Desde muy joven se interesó por la historia de su ciudad natal, investigando en los archivos y crónicas disponibles y publicando en 1608 Antigüedades y excelencias de Granada, obra erudita y llena de curiosidades, que, reformada y ampliada, volvió a publicar en 1637 bajo el título Historia eclesiástica de Granada y su arzobispado, apoyándose en Luis del Mármol Carvajal para la parte correspondiente a la época islámica. Esta obra, así como la titulada El Secretario del Rey se editaron en varias ocasiones durante el siglo XVII, y también en los últimos años del XX y primeros del XXI. 
Lista de obras:
- Antigüedades y excelencias de Granada. Madrid, 1608.
- El Secretario del Rey. Madrid, 1609.
- Hospital Real de la Corte, 1612.
- Arte legal para estudiar la Iurisprudencia, Salamanca, 1612.
- Historia eclesiástica, principios y progressos de la ciudad, y religión católica de Granada, Granada, 1637.
- Historia eucharistica y reformación de abusos, hechos en presencia de Xpo. Nro. Senor, Granada, 1642.